# 北斎館
北斎館（ほくさいかん）は長野県上高井郡小布施町にある美術館。日本浮世絵協会加入施設。

## 概要
江戸時代末期に、高井鴻山の招聘により小布施に長期逗留した、浮世絵師葛飾北斎の肉筆画約40点を中心に、全体で約100点を展示、収蔵する。また浮世絵関連の書籍約3000点を所蔵する。
1966年にモスクワとサンクトペテルブルクで開催された葛飾北斎展で、小布施に関連した北斎の作品が展示され、世界的な評価を得たことを機に、国内の巡回展を経て、記念館建設の機運が醸成されたことにより、1976年11月7日に開館、1977年当時の町長を中心に財団法人を設立、1991年に増改築した。
開館以来、北斎研究の重要拠点としての役割を果たしている。館内には、肉筆舞台、企画、映像の各展示室と、研修室がある。出版物には「財団法人北斎館収蔵品図録」を刊行している。

## 展示作品
北斎が鴻山や小布施の町組の依頼に応えて制作した上町・東町祭屋台の天井画をはじめ、「柳下傘持美人」、「白拍子」、「八朔太夫」、「桔梗」、「菊図双幅」、「大竜巻」、「富士越龍」の軸装、「七小町」の八曲一隻屏風、書簡などがある。
東町祭屋台は竜と鳳凰の二面の天井画を持ち、ともに125cm2の正方形で、竜は紅の地色に描かれ、金箔が多用されている。鳳凰は紅、緑、朱、青、茶色などを用いて描かれ、翼を広げ、尾羽を画面全体を包み込むように伸ばし、金色の球体が散りばめられている。上町祭屋台は東町のものと同じ大きさで、桐板に北斎が創出した怒涛図の二面の天井画を持つ。ともに長野県宝に指定されている。